# Sendegebiet
Als Sendegebiet wird heute im Allgemeinen der lokale Bereich bezeichnet, für den ein Fernseh- oder Hörfunksender bestimmt ist. 
Zum Sendegebiet des Mitteldeutschen Rundfunks zählen zum Beispiel die Bundesländer Sachsen, Sachsen-Anhalt und Thüringen. In der Schweiz regelt beispielsweise das BAKOM die UKW-Versorgung und damit die Sendegebiete.
Der ursprüngliche Bezug des Begriffes auf den Bereich, wo der Sender tatsächlich empfangen werden kann, geht immer mehr verloren, da regionale Fernseh- und Hörfunksender per Satellit oder Internet nicht an einen bestimmten Punkt der Erde gebunden sind. Diese Bedeutung übernimmt der Begriff Empfangsgebiet.